# A pearl
«A pearl» es segundo sencillo de la banda alemana Lacrimas Profundere.
Este sencillo estuvo disponible para descargar desde el myspace de la banda.

## Lista de canciones
1. "A Pearl" - 3:00
2. "A Love That Doesn't Care" (Non-Album Track) - 3:47

## Formación
- Rob Vitacca - Voz
- Oliver Nikolas Schmid - Guitarra
- Tony Berger - Guitarra
- Peter Kafka - Bajo
- Korl Fuhrmann - Batería